# Sveriges VVS-museum

Sveriges VVS-museum är ett museum för VVS-branschen ursprungligen beläget i Katrineholm. Efter några år i malpåse öppnades museet 2016 på nytt  men nu i Bromma i Stockholm.

## Historik
År 1933 föreslog tidningen Rörinstallatören att ett VVS-museum skulle skapas. På 1980-talet fick idén konkret form då VVS-konsulten Nils Erik Berggren tog initiativet att starta en arbetsgrupp inom VVS-Tekniska föreningen. 1993 öppnades en mindre utställning i dåvarande Katrineholms Teknisk skolas entré. 1994 flyttade museet till större och mer ändamålsenliga lokaler. 
År 2012 stängdes museet i Katrineholm och delar av inventarierna hamnade i Läckeby norr om Kalmar.  I december 2015 flyttade Sveriges VVS-museum till Stockholmsförorten Bromma och invigdes den 20 maj 2016.